# Дугид, Дональд
До́нальд Ду́гид (англ. Donald G. Duguid, род. 25 января 1935, Виннипег) — канадский кёрлингист из Виннипега, Манитоба. Трехкратный чемпион Канады и двукратный чемпион мира. Кавалер Ордена Манитобы, Зала славы канадского кёрлинга, Зала славы канадского спорта, Международного зала славы кёрлинга.
Является одним из пионеров в области комментирования телепередач по кёрлингу.

## Достижения и награды
- Чемпионат мира по кёрлингу среди мужчин: золото (1970, 1971), серебро (1965)
- Чемпионат Канады по кёрлингу среди мужчин: золото (1965, 1970, 1971)
- Чемпионат Канады по кёрлингу среди ветеранов: бронза (1994, 1995).

- Член Зала славы канадского кёрлинга, введён в 1974 году.
- Член Зала славы канадского спорта[англ.], введён в 1991 году.
- Член Международного зала славы кёрлинга, введён в 2013 году.
- Кавалер Ордена Манитобы[англ.], введён в 2014 году.
- В составе своей команды (1970 и 1971 годов) член Зал славы спорта Манитобы[англ.], введён в 1981 году[4].

## Карьера кёрлингиста
Впервые Дон Дугид участвовал в чемпионате Канады в 1957 году, команда провинции Северное Онтарио, в которой он выступал на чемпионате, заняла девятое место.
В 1969 году чемпион Канады по кёрлингу Дон Дугид решил закончить свою спортивную карьеру. Он был доволен своей карьерой кёрлингиста, которая включала в себя две победы в чемпионате Манитобы в 1963 и 1965 годах, две поездки на чемпионат Канады и одну славную победу в 1965 году, а также серебро на чемпионате мира в Перте в том же году.
В 1970 году к Дугиду обратились члены клуба Granite Curling Club Род Хантер, Джим Петтапис и Брайан Вуд.
Они были знакомы с выдающимся послужным списком Дугида и считали, что он будет идеальной заменой для их отсутствующего скипа.
После небольшой подготовки, в 1970 году команда Дугида выиграла чемпионат провинции Манитоба, прежде чем отправиться за победой на чемпионат Канады. Далее их ждал успех на турнирах: Grand Aggregate Championship, Henry Birks Trophy, CBC Curling Series, Crystal Trophy и поездка на чемпионат мира в Утику, штат Нью-Йорк.
Там они сыграли восемь беспроигрышных матчей подряд. Семь побед на групповом этапе и победа над Шотландией в финале принесли им титул чемпионов мира.
Команда Дугида повторила подобный успех в 1971 году, повторив свои победы почти во всех чемпионских сериях, включая чемпионат Канады. На чемпионате мира 1971 года они выиграли все девять своих игр, увеличив свой грандиозный международный счет побед до рекордной на тот момент отметки в 17 матчей подряд и снова получив корону мирового первенства.

## Команды
| Сезон   | Четвёртый        | Третий        | Второй                                    | Первый       | Турниры           |
| ------- | ---------------- | ------------- | ----------------------------------------- | ------------ | ----------------- |
| 1956—57 | Howard Wood Jr.  | William Sharp | Дон Дугид                                 | Lorne Duguid | ЧК 1957 (4 место) |
| 1964—65 | Терри Браунштейн | Дон Дугид     | Ron Braunstein (ЧК), Гордон Мактавиш (ЧМ) | Рэй Тернбулл | ЧК 1965 · ЧМ 1965 |
| 1969—70 | Дон Дугид        | Род Хантер    | Джим Петтапис                             | Брайан Вуд   | ЧК 1970 · ЧМ 1970 |
| 1970—71 | Дон Дугид        | Род Хантер    | Джим Петтапис                             | Брайан Вуд   | ЧК 1971 · ЧМ 1971 |
| 1993—94 | Барри Фрай       | Дон Дугид     | Терри Браунштейн                          | Рэй Тернбулл | ЧКВ 1994          |
| 1994—95 | Барри Фрай       | Дон Дугид     | Терри Браунштейн                          | Рэй Тернбулл | ЧКВ 1995          |

(скипы выделены полужирным шрифтом)

## Карьера комментатора
В 1971 году Дон Дугид закончил свою спортивную карьеру навсегда.
Он не ушел далеко от мира кёрлинга. В 1972 году Дон объединился с коллегой по кёрлингу энтузиастом Don Chevrier в программе канала CBC «Кёрлинг Классик», популярной субботней дневной программе, которая продолжалась до 1981 года.
Дон также был комментатором крупных канадских и международных соревнований по кёлингу, освещая Олимпийские Игры 1992 и 1998 годов на канале CBC. Для канала NBC Дугид комментировал турнир по кёрлингу на зимних Олимпийских играх 2002 года в Солт-Лейк-Сити и зимних Олимпийских играх 2006 года в Турине с Don Chevrier, а также с Andrew Catalon и Колин Джонс на зимних Олимпийских играх 2010 года в Ванкувере.
|                                                               | Ray Turnbull and I introduced curling schools, plus there was TV for 40 years — 29 with CBC and 11 with NBC. I was one of the first curling commentators, right after Doug Maxwell, and we were the first to introduce the centre line and to mic curlers. I was the first to use the Telestrator. And I got to work with two of the greatest announcers ever — (the late) Don Wittman and (Don) Chevrier. |  | Рэй Тернбулл и я представили школы кёрлинга, плюс было телевидение в течение 40 лет - 29 лет с CBC и 11 лет с NBC. Я был одним из первых комментаторов кёрлинга, сразу после Doug Maxwell, и мы были первыми, кто представил центральную линию и микрофон кёрлингиста. Я был первым, кто использовал телестратор. И мне довелось работать с двумя величайшими дикторами всех времен — (покойным) Don Wittman и (Don) Chevrier. |  |
| сказал Дон перед введением в Международный зал славы кёрлинга | |  | |  |

## Личная жизнь
Дети:
- Терри Дугид — либеральный политик в Манитобе,
- Дэйл Дугид — чемпион провинции Манитобы по кёрлингу,
- Дин Дугид,
- Рэнди Дугид,
- Кевин Дугид.